# Danh sách tiểu hành tinh: 2101–2200
| Tên                 | Tên đầu tiên | Ngày phát hiện       | Nơi phát hiện            | Người phát hiện                                        |
| ------------------- | ------------ | -------------------- | ------------------------ | ------------------------------------------------------ |
| 2101 Adonis         | 1936 CA      | 12 tháng 2 năm 1936  | Uccle                    | E. Delporte                                            |
| 2102 Tantalus       | 1975 YA      | 27 tháng 12 năm 1975 | Palomar                  | C. T. Kowal                                            |
| 2103 Laverna        | 1960 FL      | 20 tháng 3 năm 1960  | La Plata Observatory     | La Plata Observatory                                   |
| 2104 Toronto        | 1963 PD      | 15 tháng 8 năm 1963  | Tautenburg Observatory   | Karl W. Kamper                                         |
| 2105 Gudy           | 1976 DA      | 29 tháng 2 năm 1976  | La Silla                 | H.-E. Schuster                                         |
| 2106 Hugo           | 1936 UF      | 21 tháng 10 năm 1936 | Nice                     | M. Laugier                                             |
| 2107 Ilmari         | 1941 VA      | 12 tháng 11 năm 1941 | Turku                    | L. Oterma                                              |
| 2108 Otto Schmidt   | 1948 TR1     | 4 tháng 10 năm 1948  | Crimea-Simeis            | P. F. Shajn                                            |
| 2109 Dhotel         | 1950 TH2     | 13 tháng 10 năm 1950 | Uccle                    | S. J. Arend                                            |
| 2110 Moore-Sitterly | 1962 RD      | 7 tháng 9 năm 1962   | Brooklyn                 | Đại học Indiana                                        |
| 2111 Tselina        | 1969 LG      | 13 tháng 6 năm 1969  | Nauchnij                 | T. M. Smirnova                                         |
| 2112 Ulyanov        | 1972 NP      | 13 tháng 7 năm 1972  | Nauchnij                 | T. M. Smirnova                                         |
| 2113 Ehrdni         | 1972 RJ2     | 11 tháng 9 năm 1972  | Nauchnij                 | N. S. Chernykh                                         |
| 2114 Wallenquist    | 1976 HA      | 19 tháng 4 năm 1976  | Mount Stromlo            | C.-I. Lagerkvist                                       |
| 2115 Irakli         | 1976 UD      | 24 tháng 10 năm 1976 | La Silla                 | R. M. West                                             |
| 2116 Mtskheta       | 1976 UM      | 24 tháng 10 năm 1976 | La Silla                 | R. M. West                                             |
| 2117 Danmark        | 1978 AC      | 9 tháng 1 năm 1978   | La Silla                 | R. M. West                                             |
| 2118 Flagstaff      | 1978 PB      | 5 tháng 8 năm 1978   | Anderson Mesa            | H. L. Giclas                                           |
| 2119 Schwall        | 1930 QG      | 30 tháng 8 năm 1930  | Heidelberg               | M. F. Wolf, M. A. Ferrero                              |
| 2120 Tyumenia       | 1967 RM      | 9 tháng 9 năm 1967   | Nauchnij                 | T. M. Smirnova                                         |
| 2121 Sevastopol     | 1971 ME      | 27 tháng 6 năm 1971  | Nauchnij                 | T. M. Smirnova                                         |
| 2122 Pyatiletka     | 1971 XB      | 14 tháng 12 năm 1971 | Nauchnij                 | T. M. Smirnova                                         |
| 2123 Vltava         | 1973 SL2     | 22 tháng 9 năm 1973  | Nauchnij                 | N. S. Chernykh                                         |
| 2124 Nissen         | 1974 MK      | 20 tháng 6 năm 1974  | El Leoncito              | Felix Aguilar Observatory                              |
| 2125 Karl-Ontjes    | 2005 P-L     | 24 tháng 9 năm 1960  | Palomar                  | C. J. van Houten, I. van Houten-Groeneveld, T. Gehrels |
| 2126 Gerasimovich   | 1970 QZ      | 30 tháng 8 năm 1970  | Nauchnij                 | T. M. Smirnova                                         |
| 2127 Tanya          | 1971 KB1     | 29 tháng 5 năm 1971  | Nauchnij                 | L. I. Chernykh                                         |
| 2128 Wetherill      | 1973 SB      | 16 tháng 9 năm 1973  | Palomar                  | E. F. Helin                                            |
| 2129 Cosicosi       | 1973 SJ      | 27 tháng 9 năm 1973  | Đài thiên văn Zimmerwald | P. Wild                                                |
| 2130 Evdokiya       | 1974 QH1     | 22 tháng 8 năm 1974  | Nauchnij                 | L. V. Zhuravleva                                       |
| 2131 Mayall         | 1975 RA      | 3 tháng 9 năm 1975   | Mount Hamilton           | A. R. Klemola                                          |
| 2132 Zhukov         | 1975 TW3     | 3 tháng 10 năm 1975  | Nauchnij                 | L. I. Chernykh                                         |
| 2133 Franceswright  | 1976 WB      | 20 tháng 11 năm 1976 | Harvard Observatory      | Harvard Observatory                                    |
| 2134 Dennispalm     | 1976 YB      | 24 tháng 12 năm 1976 | Palomar                  | C. T. Kowal                                            |
| 2135 Aristaeus      | 1977 HA      | 17 tháng 4 năm 1977  | Palomar                  | S. J. Bus, E. F. Helin                                 |
| 2136 Jugta          | 1933 OC      | 24 tháng 7 năm 1933  | Heidelberg               | K. Reinmuth                                            |
| 2137 Priscilla      | 1936 QZ      | 24 tháng 8 năm 1936  | Heidelberg               | K. Reinmuth                                            |
| 2138 Swissair       | 1968 HB      | 17 tháng 4 năm 1968  | Đài thiên văn Zimmerwald | P. Wild                                                |
| 2139 Makharadze     | 1970 MC      | 30 tháng 6 năm 1970  | Nauchnij                 | T. M. Smirnova                                         |
| 2140 Kemerovo       | 1970 PE      | 3 tháng 8 năm 1970   | Nauchnij                 | T. M. Smirnova                                         |
| 2141 Simferopol     | 1970 QC1     | 30 tháng 8 năm 1970  | Nauchnij                 | T. M. Smirnova                                         |
| 2142 Landau         | 1972 GA      | 3 tháng 4 năm 1972   | Nauchnij                 | L. I. Chernykh                                         |
| 2143 Jimarnold      | 1973 SA      | 16 tháng 9 năm 1973  | Palomar                  | E. F. Helin                                            |
| 2144 Marietta       | 1975 BC1     | 18 tháng 1 năm 1975  | Nauchnij                 | L. I. Chernykh                                         |
| 2145 Blaauw         | 1976 UF      | 24 tháng 10 năm 1976 | La Silla                 | R. M. West                                             |
| 2146 Stentor        | 1976 UQ      | 24 tháng 10 năm 1976 | La Silla                 | R. M. West                                             |
| 2147 Kharadze       | 1976 US      | 25 tháng 10 năm 1976 | La Silla                 | R. M. West                                             |
| 2148 Epeios         | 1976 UW      | 24 tháng 10 năm 1976 | La Silla                 | R. M. West                                             |
| 2149 Schwambraniya  | 1977 FX      | 22 tháng 3 năm 1977  | Nauchnij                 | N. S. Chernykh                                         |
| 2150 Nyctimene      | 1977 TA      | 13 tháng 10 năm 1977 | Palomar                  | W. L. Sebok                                            |
| 2151 Hadwiger       | 1977 VX      | 3 tháng 11 năm 1977  | Đài thiên văn Zimmerwald | P. Wild                                                |
| 2152 Hannibal       | 1978 WK      | 19 tháng 11 năm 1978 | Zimmerwald               | P. Wild                                                |
| 2153 Akiyama        | 1978 XD      | 1 tháng 12 năm 1978  | Harvard Observatory      | Harvard Observatory                                    |
| 2154 Underhill      | 2015 P-L     | 24 tháng 9 năm 1960  | Palomar                  | C. J. van Houten, I. van Houten-Groeneveld, T. Gehrels |
| 2155 Wodan          | 6542 P-L     | 24 tháng 9 năm 1960  | Palomar                  | C. J. van Houten, I. van Houten-Groeneveld, T. Gehrels |
| 2156 Kate           | A917 SH      | 23 tháng 9 năm 1917  | Crimea-Simeis            | S. Beljavskij                                          |
| 2157 Ashbrook       | A924 EF      | 7 tháng 3 năm 1924   | Heidelberg               | K. Reinmuth                                            |
| 2158 Tietjen        | 1933 OS      | 24 tháng 7 năm 1933  | Heidelberg               | K. Reinmuth                                            |
| 2159 Kukkamäki      | 1941 UX      | 16 tháng 10 năm 1941 | Turku                    | L. Oterma                                              |
| 2160 Spitzer        | 1956 RL      | 7 tháng 9 năm 1956   | Brooklyn                 | Đại học Indiana                                        |
| 2161 Grissom        | 1963 UD      | 17 tháng 10 năm 1963 | Brooklyn                 | Đại học Indiana                                        |
| 2162 Anhui          | 1966 BE      | 30 tháng 1 năm 1966  | Nanking                  | Purple Mountain Observatory                            |
| 2163 Korczak        | 1971 SP1     | 16 tháng 9 năm 1971  | Nauchnij                 | Đài thiên văn vật lý thiên văn Krym                    |
| 2164 Lyalya         | 1972 RM2     | 11 tháng 9 năm 1972  | Nauchnij                 | N. S. Chernykh                                         |
| 2165 Young          | 1956 RJ      | 7 tháng 9 năm 1956   | Brooklyn                 | Đại học Indiana                                        |
| 2166 Handahl        | 1936 QB      | 13 tháng 8 năm 1936  | Crimea-Simeis            | G. N. Neujmin                                          |
| 2167 Erin           | 1971 LA      | 1 tháng 6 năm 1971   | Bickley                  | Perth Observatory                                      |
| 2168 Swope          | 1955 RF1     | 14 tháng 9 năm 1955  | Brooklyn                 | Đại học Indiana                                        |
| 2169 Taiwan         | 1964 VP1     | 9 tháng 11 năm 1964  | Nanking                  | Purple Mountain Observatory                            |
| 2170 Byelorussia    | 1971 SZ      | 16 tháng 9 năm 1971  | Nauchnij                 | Đài thiên văn vật lý thiên văn Krym                    |
| 2171 Kiev           | 1973 QD1     | 28 tháng 8 năm 1973  | Nauchnij                 | T. M. Smirnova                                         |
| 2172 Plavsk         | 1973 QA2     | 31 tháng 8 năm 1973  | Nauchnij                 | T. M. Smirnova                                         |
| 2173 Maresjev       | 1974 QG1     | 22 tháng 8 năm 1974  | Nauchnij                 | L. V. Zhuravleva                                       |
| 2174 Asmodeus       | 1975 TA      | 8 tháng 10 năm 1975  | Palomar                  | S. J. Bus, J. Huchra                                   |
| 2175 Andrea Doria   | 1977 TY      | 12 tháng 10 năm 1977 | Đài thiên văn Zimmerwald | P. Wild                                                |
| 2176 Donar          | 2529 P-L     | 24 tháng 9 năm 1960  | Palomar                  | C. J. van Houten, I. van Houten-Groeneveld, T. Gehrels |
| 2177 Oliver         | 6551 P-L     | 24 tháng 9 năm 1960  | Palomar                  | C. J. van Houten, I. van Houten-Groeneveld, T. Gehrels |
| 2178 Kazakhstania   | 1972 RA2     | 11 tháng 9 năm 1972  | Nauchnij                 | N. S. Chernykh                                         |
| 2179 Platzeck       | 1965 MA      | 28 tháng 6 năm 1965  | El Leoncito              | A. R. Klemola                                          |
| 2180 Marjaleena     | 1940 RJ      | 8 tháng 9 năm 1940   | Turku                    | H. Alikoski                                            |
| 2181 Fogelin        | 1942 YA      | 28 tháng 12 năm 1942 | Heidelberg               | K. Reinmuth                                            |
| 2182 Semirot        | 1953 FH1     | 21 tháng 3 năm 1953  | Brooklyn                 | Đại học Indiana                                        |
| 2183 Neufang        | 1959 OB      | 26 tháng 7 năm 1959  | Bloemfontein             | C. Hoffmeister                                         |
| 2184 Fujian         | 1964 TV2     | 9 tháng 10 năm 1964  | Nanking                  | Purple Mountain Observatory                            |
| 2185 Guangdong      | 1965 WO      | 20 tháng 11 năm 1965 | Nanking                  | Purple Mountain Observatory                            |
| 2186 Keldysh        | 1973 SQ4     | 27 tháng 9 năm 1973  | Nauchnij                 | L. I. Chernykh                                         |
| 2187 La Silla       | 1976 UH      | 24 tháng 10 năm 1976 | La Silla                 | R. M. West                                             |
| 2188 Orlenok        | 1976 UL4     | 28 tháng 10 năm 1976 | Nauchnij                 | L. V. Zhuravleva                                       |
| 2189 Zaragoza       | 1975 QK      | 30 tháng 8 năm 1975  | El Leoncito              | Felix Aguilar Observatory                              |
| 2190 Coubertin      | 1976 GV3     | 2 tháng 4 năm 1976   | Nauchnij                 | N. S. Chernykh                                         |
| 2191 Uppsala        | 1977 PA1     | 6 tháng 8 năm 1977   | Mount Stromlo            | C.-I. Lagerkvist                                       |
| 2192 Pyatigoriya    | 1972 HP      | 18 tháng 4 năm 1972  | Nauchnij                 | T. M. Smirnova                                         |
| 2193 Jackson        | 1926 KB      | 18 tháng 5 năm 1926  | Johannesburg             | H. E. Wood                                             |
| 2194 Arpola         | 1940 GE      | 3 tháng 4 năm 1940   | Turku                    | Y. Väisälä                                             |
| 2195 Tengström      | 1941 SP1     | 27 tháng 9 năm 1941  | Turku                    | L. Oterma                                              |
| 2196 Ellicott       | 1965 BC      | 29 tháng 1 năm 1965  | Brooklyn                 | Đại học Indiana                                        |
| 2197 Shanghai       | 1965 YN      | 30 tháng 12 năm 1965 | Nanking                  | Purple Mountain Observatory                            |
| 2198 Ceplecha       | 1975 VF      | 7 tháng 11 năm 1975  | Harvard Observatory      | Harvard Observatory                                    |
| 2199 Kleť           | 1978 LA      | 6 tháng 6 năm 1978   | Kleť                     | A. Mrkos                                               |
| 2200 Pasadena       | 6090 P-L     | 24 tháng 9 năm 1960  | Palomar                  | C. J. van Houten, I. van Houten-Groeneveld, T. Gehrels |